# Lara Casanova
Lara Casanova (* 25. Oktober 1996 in Walenstadt) ist eine Schweizer Snowboarderin. Sie startet in der Disziplin Snowboardcross.

## Werdegang
Casanova, die für den SC Flumserberg startet, nahm im Januar 2012 in Cervinia erstmals am Europacup teil und belegte dabei die Plätze 25 und 12. Bei den Snowboard-Juniorenweltmeisterschaften 2016 in Rogla gewann sie die Silbermedaille. Ihr Debüt im Weltcup hatte sie im Dezember 2017 in Val Thorens, welches sie auf dem neunten Platz beendete. Bei den Olympischen Winterspielen 2018 in Pyeongchang errang sie den 15. Platz. Im März 2019 wurde sie beim Weltcup in Moskau zusammen mit Simona Meiler Dritte im Teamwettbewerb. In der Saison 2018/19 holte sie beim Europacup in Grasgehren zwei Siege und errang zudem drei zweite Plätze im Europacup. Im Weltcup kam sie bei fünf Starts viermal unter den ersten Zehn. Beim Saisonhöhepunkt, den Snowboard-Weltmeisterschaften 2019 in Park City, fuhr sie auf den zehnten Platz im Einzel und auf den achten Rang im Teamwettbewerb. Die Saison beendete sie jeweils auf dem siebten Platz im Snowboardcross-Weltcup und im Europacup. In den folgenden Jahren belegte sie bei den Snowboard-Weltmeisterschaften 2021 in Idre den neunten Platz im Teamwettbewerb sowie den fünften Rang im Einzel und bei den Olympischen Winterspielen 2022 in Peking den 20. Platz im Einzel.
Casanova nahm bisher an 33 Weltcups teil und kam dabei 14-mal unter die ersten Zehn. (Stand: Saisonende 2021/22)

## Teilnahmen an Weltmeisterschaften und Olympischen Winterspielen

### Olympische Winterspiele
- 2018 Pyeongchang: 15. Platz Snowboardcross
- 2022 Peking: 20. Platz Snowboardcross

### Snowboard-Weltmeisterschaften
- 2019 Park City: 8. Platz Snowboardcross Team, 10. Platz Snowboardcross
- 2021 Idre: 5. Platz Snowboardcross, 9. Platz Snowboardcross Team
- 2023 Bakuriani: 6. Platz Snowboardcross Team, 8. Platz Snowboardcross

## Weltcup-Gesamtplatzierungen
| Saison  | Snowboardcross-Weltcup | Snowboardcross-Weltcup |
| Saison  | Punkte                 | Platz                  |
| ------- | ---------------------- | ---------------------- |
| 2017/18 | 2140                   | 15.                    |
| 2018/19 | 1580                   | 7.                     |
| 2019/20 | 1490                   | 10.                    |
| 2020/21 | 82                     | 17.                    |
| 2021/22 | 161                    | 12.                    |
| 2022/23 | 189                    | 12.                    |